# Чеси (морско чудовиште)
Чеси (енгл. Chessie) је назив за легендарно морско чудовиште које наводно живи у заливу Чесапик у САД. Било је много виђења овог чудовишта и описује се као морска змија са перајима. Наводно је дугачко око 7 метара. Било је виђења и у 19. веку, али од 1977. се ово створење почело описивати.
Иако постоје фотографије, није доказано да ово створење постоји. Неки мисле да је то ванземаљско створење.

## Виђења
1943. су 2 рибара видела створење за које су рекли да је дугачко око 12 метара и да има велику главу.. 1980. је направљена прва фотографија наводног створења.1994. се слично створење као Чеси појавило на Флориди. Он је фотографисан и на реци Патапско у америчкој савезној држави Мериленд.